# ریدن (شوابن)
ریدِن (به آلمانی: Rieden) یک شهر در آلمان است که در استالگوی واقع شده‌است.